# Fusae Ōta
Fusae Ōta (太田房江, Ōta Fusae), de nom real Fusae Saitō (齊藤房江, Saitō Fusae) és una política japonesa que va exercir com a governador d'Osaka de l'any 2000 fins al 2008, essent la primera dona en governar una prefectura al Japó. Actualment i des de 2013 és membre de la Cambra de Consellers del Japó dins del Partit Liberal Democràtic.

## Biografia

### Inicis
Fusae Ota va nàixer a Kure, a la prefectura de Hiroshima el 2 de juny de 1951. Més tard, Ota va viure a Toyohashi, a la prefectura d'Aichi. El 1976 Ota es va graduar en econòmiques a la Universitat de Tòquio, començant a treballar al Ministeri de Comerç Internacional i Indústria. Ota va treballar al ministeri fins al 1997, quan va ser nomenada vicegovernadora de la prefectura d'Okayama. El 1999 Ota tornà a treballar al ministeri.

### Governador d'Osaka (2000-2008)
L'any 2000 i arran de la dimissió del governador Knock Yokoyama que havia estat acusat d'acosament sexual, Ota guanya les eleccions anticipades amb el suport del PLD i altres partits menors com els demobudistes. Sense pretendre-ho, Fusae Ota es va convertir en un símbol al aconseguir ser la primera dona al càrrec de governador prefectural. Ota va tornar a ser reelegida l'any 2004 amb el suport del PLD, Kōmeitō, Partit Democràtic i el Partit Socialdemòcrata. Des del seu primer any com a governadora, Ota va tindre un conflicte amb el món del sumo, ja que com a governadora havia de premiar als guanyadors d'un combat, però com a dona no podia pujar al lloc de combat.

### Membre de la Dieta (2013-)
El 2013, Ota va ser elegida membre de la Cambra de Consellers del Japó pel PLD per la circumscripció electoral d'Osaka.